# Бразилия (роман)
«Бразилия» (англ. Brazil) — роман Джона Хойера Апдайка, написанный в 1994 году.

## Сюжет
Рио-де-Жанейро. Триштан — молодой и горячий чернокожий парень. Однажды, прогуливаясь по пляжу, он видит прекрасную, белоснежную Изабел, и решает, что она должна стать его. После короткого знакомства богатая Изабел приводит к себе домой Триштана, где пара занимается любовью, первой в жизни юной, воспитанной в монашеских традициях девушки. Триштан дарит Изабел кольцо с надписью «ДАР», которое не так давно украл у какой-то женщины.
Отношения на этом не заканчиваются — ребята влюбляются друг в друга, несмотря на огромный классовый разрыв. Проводя много времени вместе, они все глубже увязают в партнере. Дядя Изабел, Донансианью, видит все это, и мягко предлагает ей прекратить отношения с неравным ей молодым человеком, поступить в университет, становится взрослой. Изабел, привыкшая к самостоятельным решениям (её отец видный политик, дипломат, постоянно работает на благо Бразилии вдали от дома, а мать умерла при родах, когда Изабел было 4 года), спорит с дядей, и посоветовавшись с Триштаном решает уйти из дома. Она берет с собой крупную сумму денег, некоторые ценные вещи, и со своим возлюбленным устремляется на свободу. По пути они заходят в «дом» Триштана — убогую лачугу, в которой проживает, порой, до 8 человек. Мать Триштана, алкоголичка со стажем, и его брат, карманник, как и Триштан, неприветливо встречают гостей. Между братьями возникает потасовка, и юная пара спешит как можно быстрее покинуть сие неблагоприятное местечко.
Триштан и Изабел приезжают в Сан-Паулу. Там они поселяются в дорогой гостинице, едят сладости, сорят деньгами, и главное — занимаются безудержным юношеским сексом, открывая для себя всё новые и новые горизонты. В промежутках между этими занятиями Триштан ищет своего брата Шикинью, который работает автомехаником в этом штате. Когда деньги начинают заканчиваться, брат находится, и приглашает пару к себе на ужин. Триштан рад этому, ведь они уходили из дома не для того, чтобы жить в гостинице, а ради настоящего жизненного опыта. Когда они пришли к Шикинью выяснилось, что тот «настучал» о них отцу Изабел, и богатый человек щедро заплатил бедному человеку за ценную информацию, пусть последнему и пришлось предать родного брата. Два головореза подкараулили влюбленных прямо в доме Шикинью, после чего Изабел отправилась в Бразилию к отцу, а Триштан остался в Сан-Паулу под надзором другого, и позже устроился на автозавод прикручивать гайки. Жить он остался у брата, Изабел же у отца. Пара поклялась встретиться снова.
Спустя пару лет Триштан скопил достаточно денег, да и надзор стал за ним не такой крепкий. Он замыслил бежать, когда его «надзиратель» уедет на очередной матч своей футбольной команды, и поспешить в Бразилию, к Изабел. Ночью он ушел, перед этим подравшись уже со старшим братом. Изабел все это время прилежно училась истории искусств. Хотя она имела сексуальные связи с другими молодыми людьми, сердце её все так же принадлежало Триштану. Да и он был небезгрешен. Они вновь решают бежать, позаимствовав немного денег и вещиц у отца Изабел. Метод снова сработал безотказно, только на этот раз они решили уехать вглубь страны, где головорезы отца Изабел уже не смогут их найти.
Они приехали в Куруа-ду-Франсез, где приобрели небольшой прииск, осели, и стали жить в районе золотоискателей. За это время они ещё лучше узнали тела друг друга; у них родилось двое детей, мальчик Азор и девочка Корделия; Изабел стала проституткой (может поэтому дети не имели хотя бы малейшего чёрного оттенка кожи), Триштан стал выпивать (несомненно, сказались гены). Казалось, что выхода уже не будет, и скоро их брак (в Бразилии браком называют не только официальный союз, но и неофициальный, потому что в стране нет разводов в принципе, они запрещены) закончится, и тут Триштан находит гигантский золотой слиток, привлекший внимание прессы и общественности. И тут их снова находит головорез отца Изабел. Триштану приходится убить его, и вся семья, вместе с няней из племени тупи Купехаки, спасается бегством в непроходимых лесах Бразилии.
Они хотели выйти к границе с Парагваем, преодолевая голод, усталость, страх. Но однажды ночью на них напал отряд индейцев гуайкуру, которые убили Купехаки, их проводника, и захватили в плен детей. Хотя Изабел и Триштан отбились, они снова остались одни. Проблуждав по лесам ещё несколько недель, они наткнулись на лагерь бандейрантов, обращавших в христианство и грабивших местные племена индейцев. Триштана, как чернокожего, обратили в рабство, а Изабел стала очередной женой главаря разбойников. Вскоре она родила ему сына, немощного и тихого Саломана. Жизнь была невыносимой.
Изабел сдружилась с одной из жен главаря, Янопамоко, с которой они нередко занимались сексом. Та решила ей помочь, и тайно помогла добраться до шамана одного из соседних племен. Тот владел секретами магии, и согласился помочь Изабел. Взамен он попросил отдать ему кольцо с надписью «ДАР», которое уже 9 лет Изабел носила на своей руке, и пообещал, что Триштан будет спасен. Непостижимым образом Изабел за неделю превратилась из девушки с белоснежной кожей в крепко сбитую чернокожую леди. Триштан в это же самое время терял свой цвет, и стал обычным белым парнем. Разбойники-священники восприняли это как знак очищения грешника, и даровали Триштану свободу.
Они возвращаются домой, и спустя год встречаются с отцом Изабел. Происходит примирение, и Триштан становится частью семьи, получает должность в текстильном бизнесе с помощью связей новых родных. Проходит время, уже 22 года минуло с их первой встречи. Триштан стал представителем среднего класса в Бразилии. Изабел его опорой и отрадой. Они немного отдаляются друг от друга, но любовь этой пары сильна до сих пор.
Однажды Изабел с Триштаном приезжают к дяде Донансианью, происходит теплый семейный ужин, после чего Триштан отправляется погулять по ночному городу. Он немного опечален тем, что разговор с дядей Изабел вышел не таким, как он хотел. На побережье на него нападают бандиты, такие же, каким и он сам был десятки лет назад. В неравной схватке Триштана убивают, и его тело остается лежать в воде. Когда в условленный срок муж Изабел не явился, она забила тревогу и с помощью полиции постаралась отыскать Триштана. Справилась она с этим сама, каким-то шестым чувством угадав то место, где произошло убийство.
Изабел ложится рядом с трупом Триштана, и ей кажется, что если она очень сильно захочет, чтобы её сердце остановилось — то оно остановится. Но этого не происходит, и дядя Донансианью уводит отрешенную Изабел с пляжа.

## Особенности книги
Джон Хойер Апдайк в своей книге «Бразилия» сумел передать неоднозначные с точки зрения европейца или североамериканца традиции, обычаи, нравы. Отношение к браку в Бразилии иное, там запрещены разводы. Сексуальная жизнь не является чем-то запретным, подается как простая ситуация в суете тяжелых будней. Любовь предстает не белоснежной и ангельской, нет. Апдайк показывает развитие отношений между двумя людьми через призму испытаний, опасностей, невзгод.
Апдайк не боится затрагивать щекотливую тему рабства, на ней построена значительная часть романа. Не забывает автор и религии, причем как официальной, так и «региональной» — шаманизме. В романе Апдайк показывает быт простого бразильского народа, неравенство между классами, четкую разницу между населением разных штатов.
Книга представляет интерес для широкого круга читателей, поскольку в ней передается колорит совершенно другого мира, живущего по иным заветам и устоям.

## Книга в России
- Впервые роман был издан в России издательством «Вагриус» в переводе А. Патрикеева в 1996 году.
- Второе и третье издание были осуществлены издательством «АСТ» в 2003 году. Перевод Н. В. Рейн
- Четвёртое издание вышло в 2004 году (издательство то же, автор перевода тот же).
- Пятое и шестое издания вышли в 2011 году.
- Седьмое издание вышло в 2016 году.